# بخش مرکزی شهرستان آران و بیدگل
بخش مرکزی شهرستان آران و بیدگل یکی از بخش‌های تابعه شهرستان آران و بیدگل در استان اصفهان ایران است.

## تقسیمات کشوری
- بخش مرکزی شهرستان آران و بیدگل 
  - دهستان سفیددشت

شهرها: آران و بیدگل ، نوش‌آباد ، سفیدشهر

## جمعیت
براساس سرشماری عمومی نفوس و مسکن در سال ۱۳۹۵، جمعیت بخش مرکزی شهرستان آران و بیدگل برابر با ۸۹،۲۲۸ نفر بوده‌است.